# Sarina Suzuki
Sarina Suzuki (jap. 鈴木 紗理奈, Suzuki Sarina; * 13. Juli 1977 in Settsu, Präfektur Osaka) ist eine japanische Schauspielerin.
Suzuki hatte ihr typisches Debüt 1995 mit Fotobänden und Promotionvideo, ist bei der gleichen Agentur wie Yōko Kumada und Misako Yasuda unter Vertrag, spielt Rollen in verschiedenen japanischen „Dorama“-Serien und ist durch vielerlei Fernsehauftritte vor allem bei Fuji TV und Asahi TV in Variety-Shows, Quiz-Sendungen und Werbungen, sowie Spielfilmen nicht zuletzt für den ihr eigentümlich ausgeprägten Kansai-Dialekt bekannt. Als typische „Idol“-Darstellerin, wurden auch vier CDs und mehrere Singles veröffentlicht.

## Filmografie (Auswahl)
- 1999: Keizoku – Ungelöste Morde (Dorama-Serie)
- 2003: OLBB – Office Lady Beauty Battle (Dorama-Serie)